# جلائر
جلائر هي بلدة في مقاطعة قوم قورغان في ولاية صرخنداريا في أوزبكستان.